# Будівництво 713 і ВТТ
Будівництво 713 і ВТТ (рос. СТРОИТЕЛЬСТВО 713 И ИТЛ, Ногинский ИТЛ, ИТЛ Строительства 713, ИТЛ и Строительство 713) — підрозділ системи виправно-трудових установ ГУЛАГ, оперативне керування якого здійснювало Головне Управління таборів промислового будівництва (рос. ГУЛПС).
Час існування: організований 03.06.46 на базі ТВ ВТТ Спецбуду;

закритий між 06.04.49 і 15.04.49 (перейменований в Будівництво 352 і ВТТ).
Дислокація: Московська область, Електросталь

## Виконувані роботи
- обслуговування Будівництва 713,
- будівництво об'єкта НДФІ-2 в Москві,
- реконструкція об'єктів заводу № 12 (виробляв металевий уран для напрацювання плутонію)

## Чисельність з/к
- 01.07.46 — 2319,
- 01.01.47 — 3150,
- 01.01.48 — 8282,
- 01.01.49 — 8269